# Fång (sjukdom)

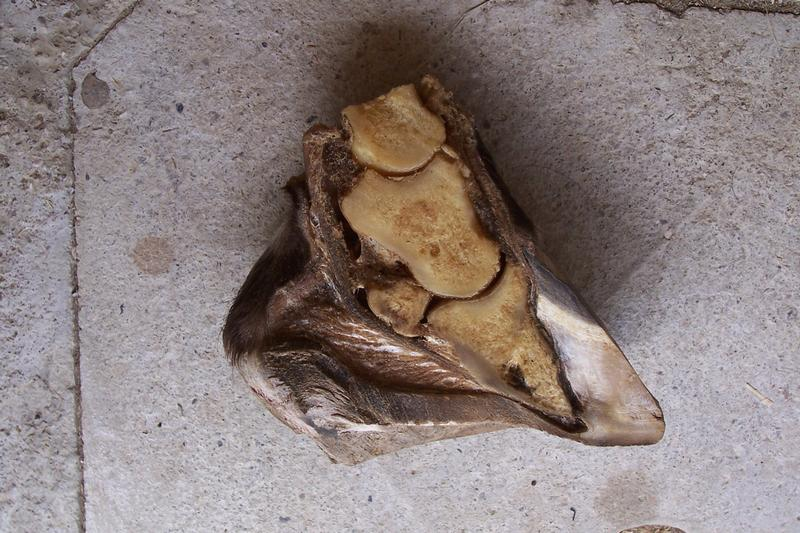
Tvärsnitt av hov med akut fång. Här har hovbenet roterat så kraftigt att hovbensspetsen nästan har penetrerat hovsulan.

Fång är en sjukdom hos nötkreatur och hästar där hov- och klövläderhuden har inflammerats och vävnadsvätska har utgjutits vilket medfört sämre sammanbindning mellan läderhuden och hornkapseln. 
I svårare fall leder sjukdomen till deformation av hovarna genom att hovväggen tänjs loss från hovbenet vilket skapar synvillan att hovbenet börjar "rotera" inne i hovkapseln. 
I och med att hovväggen stretchas tänjs även sulan och i svåra fall kan hovbensspetsen penetrera sulan som blivit mycket tunn(se bild). 
Detta är orsakat av felverkning, för hög trakt och att tån är för lång. 
Bilden visar att hoven har mycket trakt,den bakre och nedre delen av hoven.
Trakten kan verkas ned och kortar man även tån så kommer hovbenet att återta sitt läge och hovväggen kommer åter att växa ut jäms med hovbenets vinkel. 
Hovbenet kan aldrig rotera tillbaka i sitt ursprungliga läge, utan måste korrigeras med korrekt verkning. 
Hoven kan helt återställas trots att det ryktas att hovbenet och hovväggen aldrig växer samman igen. 

## Orsaker
Fång orsakas av lite olika tillstånd i kroppen. Insulinresistens,[källa behövs] förlossning och felaktigt foder är de vanligaste. Belastningsfång på grund av överbelastning av hoven/benet finns också.
Foderrelaterad fång är den fång som drabbar större hästar, varmblod samt tävlingshästar på grund av obalans i magen, tarmen och de mikroorganismer som lever där. Hovbensrotation är mycket ovanligt vid denna typ av fång utan hästen brukar bli öm i hovarna och får laminit. Ett tecken på ett akut fånganfall är den klassiska fångställningen, där hästen vill avlasta framhovarna som vanligen blir mest drabbade. Hästen tar upp nacken så högt och bakåt det går, sätter bakbenen under sig, in under magen och lägger all tyngd på bakbenen vilket är mycket onaturligt för en häst. Vad som händer i hästens hovar när den får laminit är att lamellerna som fäster in i hovbenet och de lameller som fäster i hovkapsel/hovbenet släpper ifrån varandra. Det låter akut, och som att det bästa vore att avliva men om hästen får en hovbensförsänkning på grund av detta kan man verka/sko för att anpassa hoven efter detta. Det är den bästa metoden om du har hästen barfota där man verkar korta tår och väldigt låg trakt, vilket är optimalt för en häst med fång. Om du ska sko så ta kontakt med någon som skor med ofalsade kantskor, eller rådslå med din veterinär. Dock är barfota att föredra.
Foderrelaterad fång nämns ibland som en hästars motsvarighet till gikt, genom sin koppling mellan kost och ledproblem.
Ett av de mer vanliga fångfallen idag orsakas av hästens arv. Hästen är av en grov ras med låg ämnesomsättning, vilket innebär att den skulle klara sig på att beta det långa, glesa gräs som finns på Gotland och Ölands alvar. Sådana är t.ex. nordsvensken, ardenner, shetlandsponny o.s.v., som är väldigt vanliga i Sverige. Det är även vanligt att just dessa hästar lider av fång och det är på grund av Insulinresistens som visar sig i två former, EMS (Ekvint Metabolt Syndrom) & PPID (Cushing's syndrom).
Belastningsfång förekommer också. Vanligt bland hårt tränande hästar som överbelastar hovarna och sliter hovarna så pass att lamellerna släpper ifrån varandra vilket i slutskedet blir laminitisskador.

## Källhänvisningar
1. ↑  http://SANHCP http://www.sanhcp.org/om-oss-13419089
2. ↑  "Gikt I Hästar". Arkiverad 27 oktober 2014 hämtat från the Wayback Machine. Jsxys.com. Läst 11 oktober 2014.
3. ↑  "Fång". Hastspecialisten.se. Läst 11 oktober 2014.
4. ↑  Fångbanken Arkiverad 21 oktober 2014 hämtat från the Wayback Machine.